# Huszajn Kámil egyiptomi szultán
Huszajn Kámil (arab írással حسين كامل, tudományos átiratban Ḥusayn Kāmil; Kairó, 1853. november 21. – Kairó, 1917. október 9.) a Muhammad Ali-dinasztia tagja, Iszmáíl Pasa fia, Egyiptom szultánja 1914-től haláláig. Az első világháború kitörését követően az országot megszállva tartó britek tették trónra a központi hatalmakkal rokonszenvező unokaöccse, II. Abbász Hilmi helyett. Ő volt dinasztiájának első olyan uralkodója, aki hivatalosan nem az Oszmán Birodalom helytartójaként tevékenykedett, hanem egy attól független, brit protektorátus alatt álló országot irányított.

## Származása, családja
Édesapja az 1863-ban alkirályi trónt megszerző, majd 1879-ben leváltott és száműzetésbe kényszerített Iszmáíl Pasa (1830–1895), édesanyja pedig annak második felesége, Dzsánánjár Hánum (1827 k.–1912) volt. Ő volt apjának második legidősebb, felnőttkort megérő fia. Kilencből hat fivére és nyolcból hat nőtestvére érte meg a felnőttkort (közülük Naíma Hánum nevű húga az édestestvére volt). Két fivére is Egyiptom trónjára lépett: Muhammad Taufík (1852–1892) és Fuád (1868–1936).
Huszajn Kámil kétszer nősült. Első felesége Ajn el-Haját Hánum Effendi (1858–1910) hercegnő, apai nagybátyja, Ahmad Rifáat Pasa és Dilbar-Dzsahán Hánum nevű második feleségének gyermeke, tehát a saját unokatestvére volt. 1873-ban házasodtak össze Kairóban, később elváltak, Ajn el-Haját pedig Párizsban halt meg. Hat gyermekük született:
- Huszajn Kamál ed-Dín Pasa (1874–1932) herceg, trónörökös, műgyűjtő és felfedező
- Kázima (1876–1921) hercegnő
- Kámila  (1877–1895) hercegnő
- Szajf ad-Dín (1878–1898) herceg
- Ahmad Kázim (1879–1884) herceg
- Júszuf Kámil (1880–1910) herceg

A herceg 1887-ben Isztambulban újranősült, választottja a cserkesz Haszan Turhán Pasa admirális lánya, Iszmáíl Pasa Dzsahán Uffat nevű feleségének fogadott gyermeke, Szultána Malak (1869–1956) volt. Tőle három leánya született:
- Kadrijja (1888–1955) hercegnő
- Szamíha (1889–1984) hercegnő
- Badía (1894–1919) hercegnő

## Élete

### Útja a trónig
Féltestvéréhez, Muhammad Taufíkhoz hasonlóan a kairói Róda-szigeten lévő al-manjali palotában született és ugyanitt kezdte meg tanulmányait az apja által kifejezetten hercegek és előkelőségek gyermekei számára létrehozott intézményben. Apja trónra lépését követően az oszmán kormányzat neki is a Mírmírán Pasa titulust és vezérőrnagyi kinevezést küldött (1863). Trónörökös fivérével ellentétben neki lehetősége volt külföldön tanulni: 1867-ben apja társaságában Isztambulba látogatott, majd Franciaországba küldték, ahol III. Napóleon udvarában folytatott tanulmányokat. 1869-ben hazatért a Szuezi-csatorna megnyitójára, de rövidesen Firenzébe küldték diplomáciai megbízással, II. Viktor Emánuel olasz királyhoz. 
1870-ben tért haza, ezután különböző állami feladatokat vállalt. Apja uralkodása alatt volt az oktatás, a pénzügyek, a kegyes adományok (vakfok), a közmunkák és a belügyek felelőse is, illetve hosszabb ideig a Nílus-delta öntözésének fejlesztését felügyelte Tanta városából. 1875-ben az oszmán hadsereg tábornagyává lépett elő. 1879-ben, amikor II. Abdul-Hamid oszmán szultán brit nyomásra leváltotta Iszmáíl Pasát, Huszajn Kámil elkísérte őt nápolyi száműzetésébe, ahonnan csak 1882-ben, az Urábi-felkelés leverése és Egyiptom brit megszállása után tért vissza. Az elkövetkező évtizedekben azonban javarészt távol tartotta magát az állami feladatoktól, leszámítva, hogy 1909–1910 folyamán rövid ideig elnökölte a törvényhozást; tisztségéről a Szuezi-csatorna koncessziójának kiterjesztésére irányuló brit törekvések miatt mondott le.
Ideje nagy részében a mezőgazdaság és az ipar fejlesztésével foglalatoskodott – nagybirtokosként és különböző vállalkozások befolyásos tagjaként mindkettőben személyesen is érdekelt volt. Részt vett különféle agrárszindikátusok létrehozásában. 1896-ban Alexandriában, 1898-ban Kairóban szervezett mezőgazdasági kiállítást, amiket 1900-ban egy ipari–mezőgazdasági kiállítás követett. 1908–1914 között alapító elnöke volt a Khedivei Mezőgazdasági Társaságnak, amely fontos szerepet játszott a Mezőgazdasági Minisztérium megszervezésében (1913). Damanhúrban magánfelajánlásokból ipari iskolát építtetett, és a Nílus-delta vasúthálózatának kiépítésében is nagy szerepet játszott. Mindeközben aktív jószolgálati tevékenységet is végzett.

### Uralkodása
Amikor 1914. november 6-án a névleg Egyiptomot is uraló Oszmán Birodalom a központi hatalmak oldalán belépett az első világháborúba, Huszajn Kámil unokaöccse, Abbász Hilmi khedive éppen Isztambulban tartózkodott gyógykezelésen. A briteket gyűlölő alkirály népét a megszállók elleni harcra szólította fel, mire válaszul a londoni kormány december 18-án protektorátusává nyilvánította Egyiptomot, amit végleg elszakított az Oszmán Birodalomtól, és december 19-én megfosztotta trónjától II. Abbászt. Egyiptom trónját, immár szultáni címmel, az uralkodóház legidősebb férfi tagjaként Huszajn Kámil foglalta el. Uralma alatt a tényleges hatalmat a háborúzó britek gyakorolták, akik folyamatosan növelték katonai jelenlétüket a Szuezi-csatorna térségében. Az oszmán függés végleges megszüntetése jegyében felszámolták az egyiptomi kádii hivatalt, 1915-ben pedig önálló állami kitüntetéseket alapítottak. Ekkor született a Nílus-rend, a Muhammad Ali-rend, az Iszmáíl-rend és a nők számára fenntartott Tökéletesség-rend.
A szultán és kormányzata korántsem volt népszerű: a nacionalisták a gyűlölt britek bábját látták benne, egyes muszlimok pedig az iszlám elárulásának tartották a kalifai címet is viselő oszmán szultántól való elfordulását. Ellene és a Huszajn Rusdi Pasa vezette kormány több tagja ellen is merényleteket követtek el. Bár a szultán aktívan járta a tartományokat és látogatott különböző intézményeket, és kifogásolta a brit háborús erőfeszítések miatt az egyiptomi lakosságra nehezedő terheket (közmunkát, elkobzásokat és élelmiszerhiányt), igazi népszerűségre sosem tett szert. Erre már csak uralkodása rövidsége miatt sem volt igazán lehetőség: a szultán egészségi állapota 1916-tól kezdve folyamatosan romlott, 1917 nagy részében pedig beteg volt. Október 9-én halt meg. Egyetlen élő fia, a hadsereg főparancsnokaként tevékenykedő Huszajn Kamál ed-Dín két nappal korábban lemondott a trónigényéről, így Egyiptom új szultánja Huszajn Kámil öccse, a javarészt külföldön felnőtt és angolbarát Fuád lett.